# Clase Chungmugong Yi Sun-sin
Los destructores de la clase Chungmugong Yi Sun-sin (en hangul, 충무공 이순신급 구축함; en hanja, 忠武公李舜臣級驅逐艦; romanización revisada, Chungmugong Isunsingeup Guchukham) son destructores multipropósito de la Armada de la República de Corea. El barco líder de esta clase, ROKS Chungmugong Yi Sunsin, fue botado en mayo de 2002 y comisionado en diciembre de 2003. Los destructores de la clase Chungmugong Yi Sun-sin fueron la segunda clase de barcos producidos en masa para la Armada de la República de Corea bajo el programa “Destructor experimental coreano”, lo que allanó el camino para que se convirtiera en una flota de alta mar. Seis barcos fueron botados por Hyundai Heavy Industries y Daewoo Shipbuilding & Marine Engineering en cuatro años.

## Sistemas de armas
Los buques cuentan con un sistema de lanzamiento vertical de 32 celdas Mk 41 VLS para el misil de defensa aérea SM-2 Bloque IIIA, un sistema lanzamisiles de defensa de área RAM de 21 proyectiles, un sistema de defensa cercana Goalkeeper CIWS de 30 mm, un cañón Mk 45 Mod 4 127 mm, ocho misiles antibarco Harpoon y dos tubos lanza torpedo triples de 324 mm antisubmarino.
El equipamiento electrónico incluye un radar de largo alcance Raytheon AN/SPS-49(V)5 2D, un radar de objetivos 3D (TIR) Thales Nederland MW08 , dos radares de control fuego Tales Nederland STIR240  con transmisores OT-134A de iluminación de onda continua (CWI), un sistema de guerra electrónica SLQ-200(V)K la SONATA y un sistema de administración combate KDCOM-II derivado del SSCS usado en la fragata Tipo 23 de la Armada inglesa. New Threat Upgrade de BAE Systems WDS Mk 14 originalmente desarrollado para la Armada de los EE. UU., evalúa amenazas, las gestiona y las confronta en orden con SM-2.
En la 4.ª unidad, ROKS Wang Geon, el sistema Mk 41 VLS de 32 celdas fue instalado a la izquierda y un sistema de lanzamiento vertical de desarrollo local denominado K-VLS fue instalado en el derecho. La parte delantera del barco es suficientemente espaciosa para albergar un sistema Mk 41 VLS de 64 celdas.

## Diseño
El KDX-II es parte de un programa más amplio que tiene el objetivo de dotar a la Armada de la República de Corea de una flota de aguas azules. Se dice que es el primer buque furtivo de importancia en su armada y fue diseñado para incrementar significativamente sus capacidades.

## Misiles
- VLS: 64
  - Mk 41 32 celdas: SM-2 Bloque IIIA
  - K-VLS 32 celdas:
    - 8 Hong Sang Eo (Tiburón Rojo) cohete-torpedo (K-ASROC)
    - Hyunmoo III Misiles de crucero.
- 21 RIM-116 Rolling Airframe Misil (RAM)
- 8 SSM-700K Haeseong misil antibuque

## Barcos en la clase
| Nombre                      | Número de banderín | Constructor                             | Lanzado                 | Encargado                | Decommissioned | Estado |
| --------------------------- | ------------------ | --------------------------------------- | ----------------------- | ------------------------ | -------------- | ------ |
| ROKS Chungmugong Yi Sun-sin | DDH-975            | Daewoo Shipbuilding & Ingeniería marina | 15 de mayo de 2002      | 30 de noviembre de 2003  | Activo         |        |
| ROKS Munmu El Grande        | DDH-976            | Hyundai Industrias pesadas              | 11 de abril de 2003     | 30 de septiembre de 2004 | Activo         |        |
| ROKS Dae Jo-yeong           | DDH-977            | Daewoo Shipbuilding & Ingeniería marina | 12 de noviembre de 2003 | 30 de junio de 2005      | Activo         |        |
| ROKS Wang Geon              | DDH-978            | Hyundai Industrias pesadas              | 4 de mayo de 2005       | 10 de noviembre de 2006  | Activo         |        |
| ROKS Pandilla Gam-chan      | DDH-979            | Daewoo Shipbuilding & Ingeniería marina | 16 Marcha 2006          | 1 de octubre de 2007     | Activo         |        |
| ROKS Choe Yeong             | DDH-981            | Hyundai Industrias pesadas              | 20 de octubre de 2006   | 4 de septiembre de 2008  | Activo         |        |

## Galería

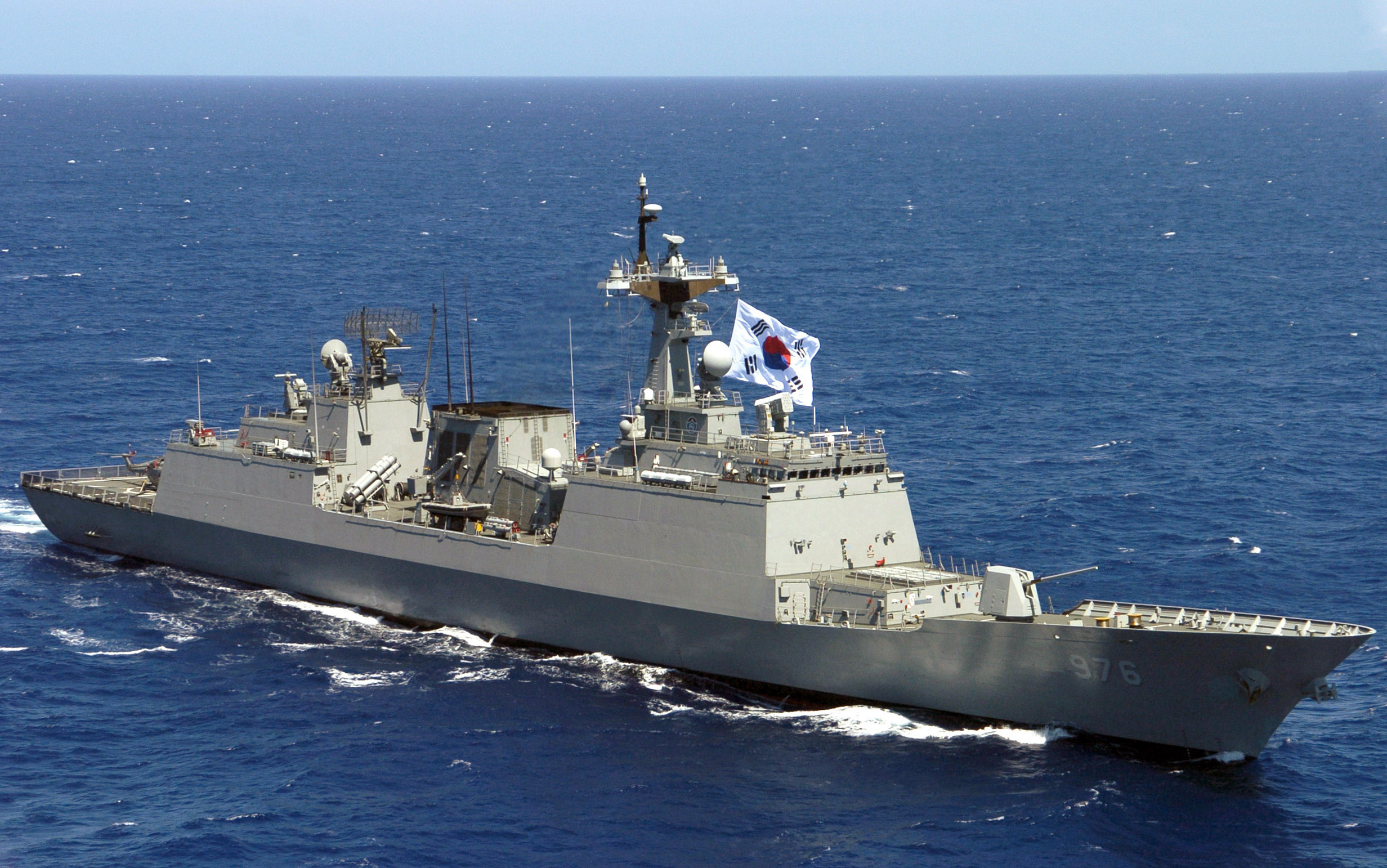
ROKS Munmu El Grande (DDH-976) durante RIMPAC, 2006.
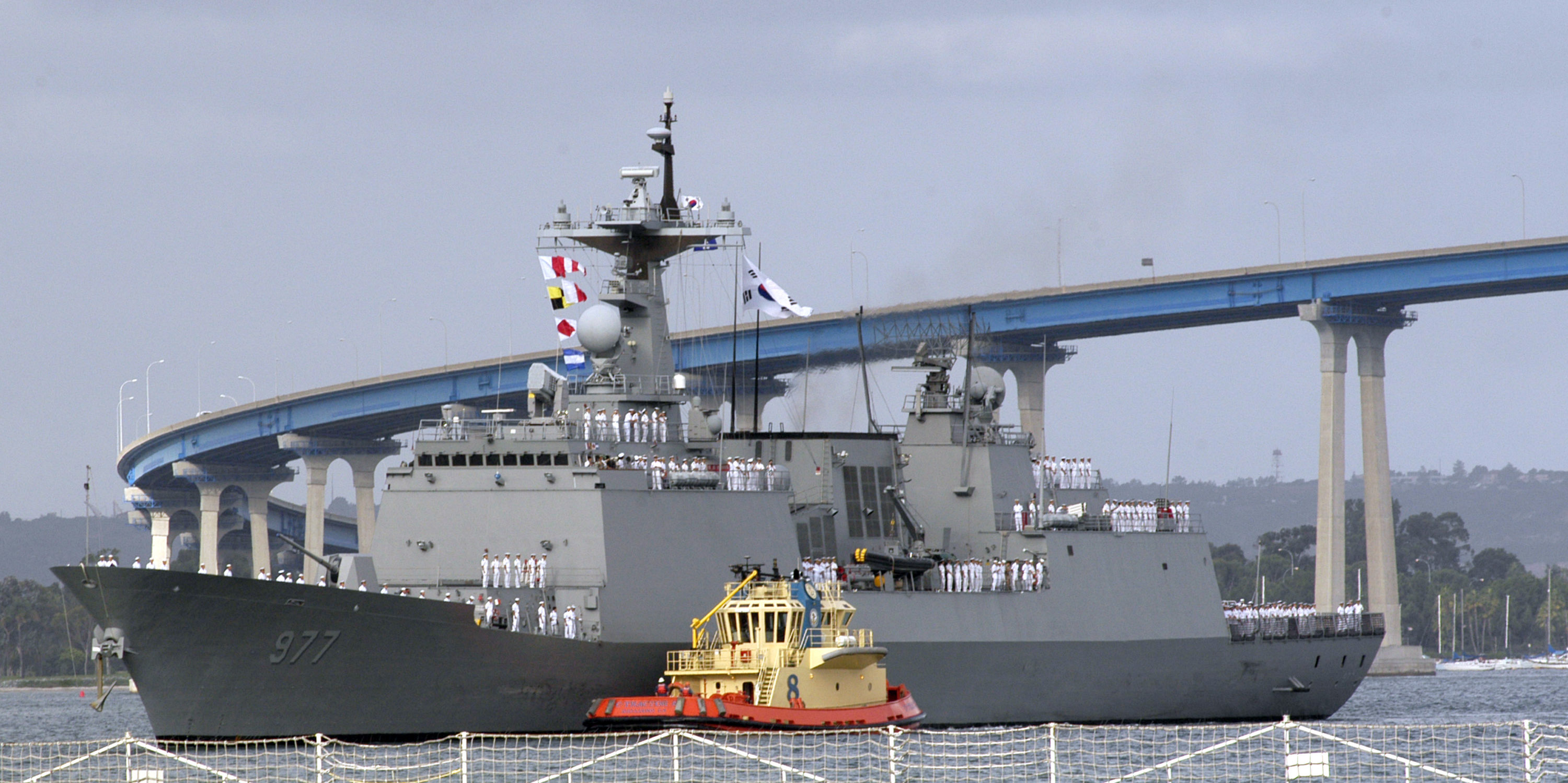
ROKS Dae Jo Yeong (DDH-977) siendo guiado a puerto en la Base Naval de San Diego.
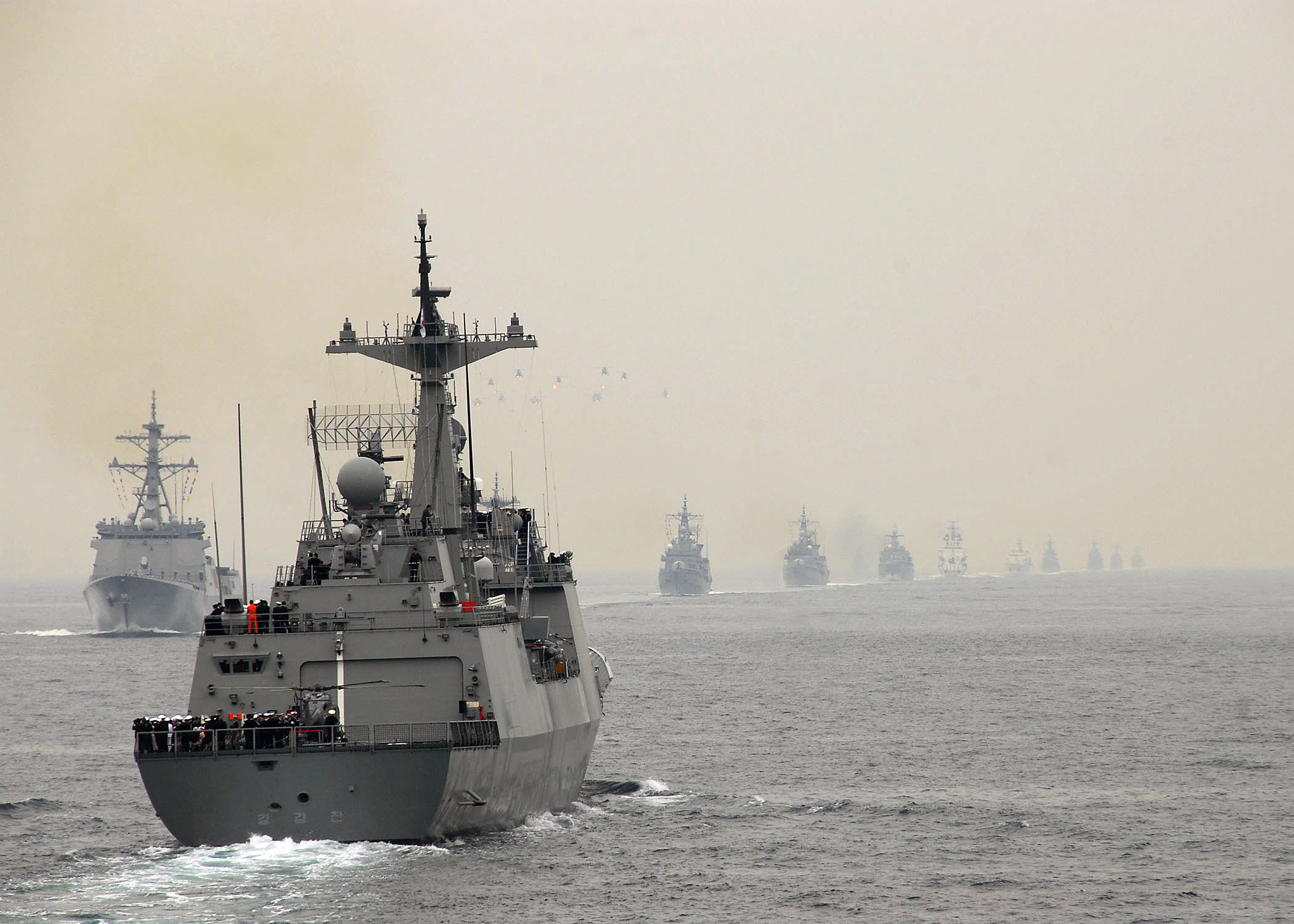
ROKS Kang Gamchan (DDH-979) durante Revisión de Flota Internacional.
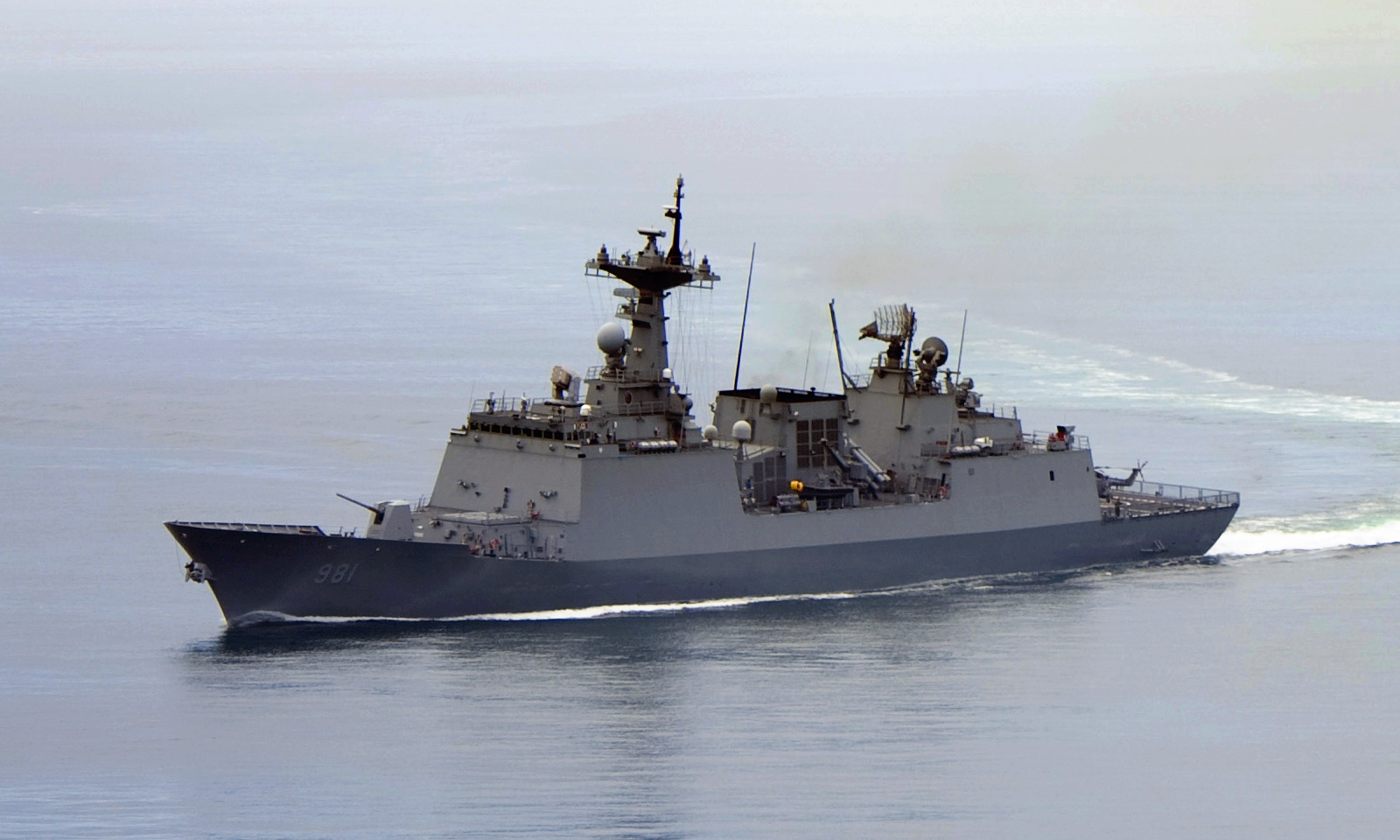
ROKS Choi Young (DDH-981) durante ejercicio conjunto "Espíritu Invencible".

## KDX-IIA
KDX-IIA es una variante propuesta del KDX-II. Será armado con el avanzado Sistema de Combate Aegis y tendrá características mejoradas en furtividad. El barco también ha sido ofrecido a la Armada India.